# Eudipleurina viettei
Eudipleurina viettei là một loài bướm đêm trong họ Crambidae.